# DigiByte
DigiByte（デジバイト）とは、ビットコインと同様にオープンソースのPeer to Peer型プロトコルの下で運用されている暗号資産（仮想通貨）である。マイニングの高度な分散化と高速なトランザクションを特徴としている。

## 概要
DigiByteは、Jared Tateらによって開発された暗号資産である。DigiByte及びそのプロジェクトにおいては、広域かつ非中央集権的なシステムを有する高速で安全な暗号資産の実現を目標としている。DGBの総発行枚数は210億DGBであり、これらは21年間をかけて採掘される予定である。また、他の多くの暗号資産と同様にPoW（プルーフ・オブ・ワークシステム）を用いたマイニングプロセスが採用されている。DigiByteコミュニティは、PoW及びUTXOを採用した暗号通貨としては、最長のブロックチェーンとBitcoinの40倍という最速のトランザクションを誇ると主張している。
DigiByteの技術的特徴として、SegWit、MultiAlgoやDigiSpeedと呼ばれる技術によって実現される高度の分散型のネットワークと高速なトランザクションを挙げることができる。これらの技術以外にも、IoTデバイスや人工知能とDigiByteの統合など様々な先進的なアイデアが提案されている。

## 沿革

### 2013年
10月 - Jared TateらのチームによってDigiByteの開発が始まる。

### 2014年
1月10日 - シングルアルゴリズムのPoWアルゴリズムがローンチする。セキュリティに関する注意喚起を促すために、GenesisブロックにはUSAトゥデイの「Target: Data stolen from up to 110M customers」のヘッドラインが使用されている。Initial Coin Offering（ICO）は行われず、0.5%のプレマインが行われた。このうち、0.25%は掲示板経由での配布が行われ（この経緯は現在もbitcointalkの掲示板「★★ DigiByte ★★ [DGB] 50,000 DGB Giveaway!!!」にて閲覧することができる）、残りは公式ウォレットの開発者・スタッフに配布された。
2月28日 - DigiShieldのハードフォークが行われた。マルチプール及び51%攻撃に対する耐性が向上した。また、このDifficulty調整アルゴリズムは、後にDogecoinやMonacoin等他の主要なアルトコインにも採用されることになった。
9月1日 - MultiAlgoのハードフォークが行われた。これまでscryptのシングルアルゴリズムによるマイニングが採用されていたが、このハードフォークによってSHA256、Qubit、Scrypt、Groestl、Skeinの5つのアルゴリズムが用いられることになった。
12月10日 - MultiShieldのハードフォークが行われた。このMultiShieldは、DigiShieldを発展させた技術である。

### 2015年
12月4日 - DigiSpeedのハードフォークが行われた。このフォークでは。トランザクションの高速化を目的としており、15秒という極めて短いブロックタイムを実現している。

### 2016年
3月 - マイクロソフト社がDigiByteを自社クラウドサービスであるAzure blockchain-as-a-service（BaaS）に追加した

### 2017年
4月28日 - SegWit（Segregated Witness）のソフトフォークが行われる。主要な暗号資産としては初めてSegWitの実行を行った。これによって、トランザクションの脆弱性やブロックサイズ制限問題の改善が実現した。

### 2018年
第三四半期 - iOS/Android用ウォレットを正式リリース。

### 2019年
第二四半期 -  資産、トークン、スマートコントラクトなどあらゆる情報をDigiByteブロックチェーン上に記載・発行することを可能にするDigiAssetsが稼働。

## 技術的特徴
DigiByteのマイニング・トランザクションのための基本的なソフトウェアは、Bitcoin Coreのソースコードを基礎としている。また、ソースコードの一部はその他の暗号資産のソースコードからマージされたものである。デスクトップウォレット（Windows/Mac/Linux）のGUI開発フレームワークはQtである。DigiByteには、概略で述べたマイニングの分散化とトランザクションの高速化を達成するために、以下に述べる複数の特筆すべき技術が用いられている。

### MultiAlgo

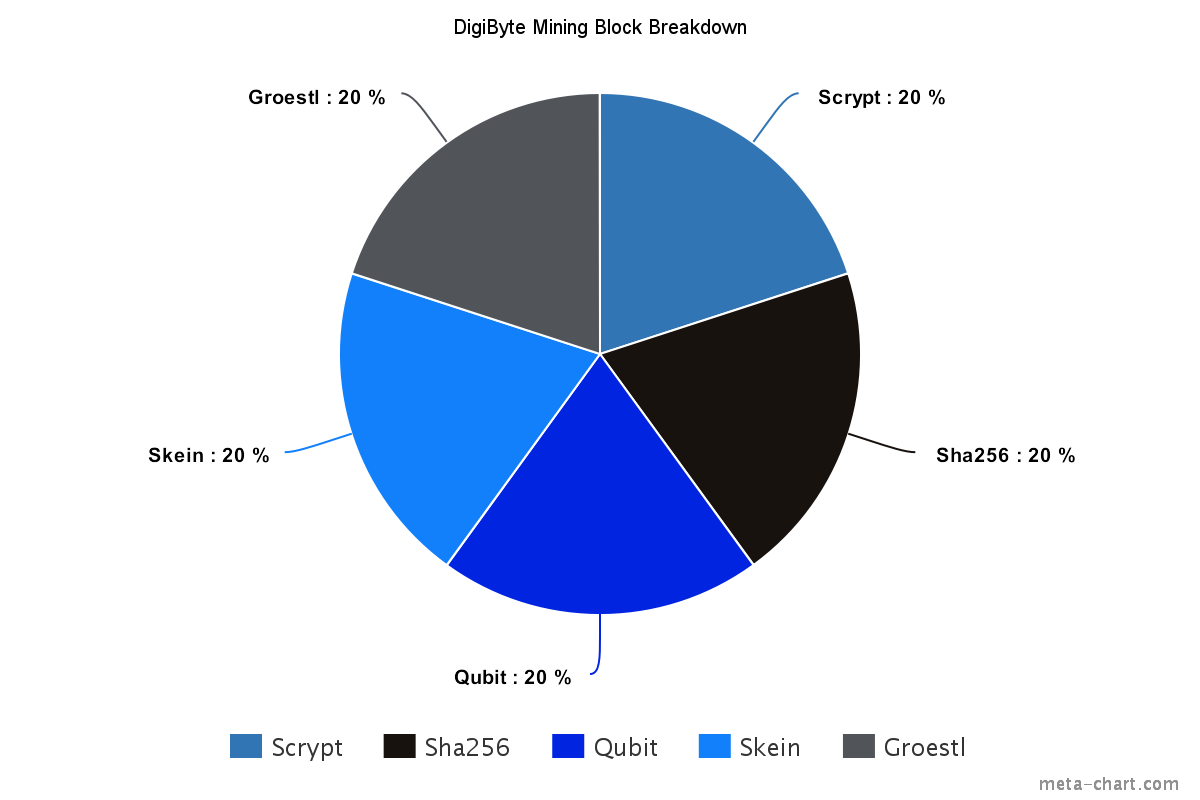
DigiByteのマイニングアルゴリズム

2014年9月のハードフォークによって導入されたマイニングアルゴリズムである。これ以前のマイニングにおいては、LitecoinのソースコードをベースとしたScryptのみによるマイニングアルゴリズムが採用されていた。MultiAlgoにおいては、Scrypt、SHA-256、Qubit、Skein、Groestlの5種類のアルゴリズムを採用することで、高度な分散化を実現し、51%攻撃の脆弱性に対応した。新たなアルゴリズムの下では、順番に5つのアルゴリズムを用いて15秒ごとにブロック生成が行われる（75秒で5つのアルゴリズムが一周する）。なお、MultiAlgo自体は、DigiByteチームによる開発ではなく、Myriadcoinのソースコードの部分的なマージである。また、複数のアルゴリズムを用いたマイニング自体は、HunterCoinnにおいて初めて実行されている。

### DigiShield
DigiShieldは、DigiByteチームが独自に開発したDifficulty調整アルゴリズムである。Difficulty調整アルゴリズムは、ブロックチェーンのマイニング難易度を決定するアルゴリズムであり、決められた頻度でブロック生成が行われるように調整される。例えば、Bitcoinにおいては、10分に1回のペースでブロックが生成されるように2016ブロックごと（約２週間）に再調整されている。DigiShieldの目的のとして、ハッシュレートの安定化を挙げることができる。近年、マルチプールと呼ばれる報酬の最大化を目的とした複数の暗号資産を切り替えながらのマインニングが広く行われており、Difficulty調整間隔が不適切な場合に発生するハッシュレートの不安定化が指摘されている。これは、Bitcoin型の調整アルゴリズムでは、単純に2016ブロック分の平均生成の時間から新たなDifficultyが決定さるため、マルチプールによるハッシュレートの増減に対応できないためである。これを解決するために、ブロックごとに調整を行うKimoto Gravity Well（KGW）がMegacoinの開発チームより提案され、他の多くの暗号資産で用いられることになった。KGWでは、ある定数（KGWとも呼ばれる）に基づいて決定した範囲のブロックの平均Difficultyを用いて次のDifficultyを算出する仕組みになっている。しかしながら、KGWの問題点として短時間でハッシュレートが大きく変動する場合に対応することができない点が指摘されている。DigiShieldは、ブロック毎にDifficulty調整を行う点においては、KGWと同様であるが、前ブロックの難易度と生成時間から次の難易度を決定する仕組みになっており、より迅速にハッシュレートの増減に対応することができる。その後，DigiShieldの技術は24を超える主要なアルトコインにて採用された。なお、その他の高度な調整アルゴリズムとして、Dark Gravity Wave（DGW）などが提案されており、Monacoin等のDigiShieldを採用していたコインの一部はDGWへと移行している。

### DigiSpeed
DigiSpeedは、それまでのDigiByteのブロック生成時間（30秒）を半減させ、15秒という高速のトランザクションを実現する技術である。ブロックサイズは1MBから10MBへと拡大され、Microsoft Researchによるブロック伝搬のソースコードを取り入れることによって、ネットワーク効率の大幅な改善を実現した。また、このハードフォークの際に行われたMultiShieldの改良によって、51%攻撃への耐性が大幅に向上し、高速なトランザクションと高いセキュリティの両立が実現した。現在のアルゴリズムに対して51%攻撃を行うためには、5のマイニングアルゴリズムのうち、1つのアルゴリズムで90%以上のハッシュパワーと、残りの4つのアルゴリズムで51%以上のハッシュパワーが必要である。